# Юккі
Юккі́ (рос. Юкки, фін. Jukki) — село в Всеволозькому районі Ленінградської області. Центр Юкковського сільського поселення.
Юккі — центр технічних видів спорту, (авто- і мотокрос). Тут є гірськолижний комплекс «Юккі-парк».
Іноді Юккі називають «малим Токсово», тому що завдяки мальовничій природі і близькості до Санкт-Петербурга Юккі стало досить популярним дачним місцем (тут відпочивали І. І. Бродський, академік А. П. Карпінський, мати В. І. Леніна тощо).
Також в Юкках розташована спеціалізована школа-інтернат для слабочуючих дітей.